# Bosc Comunal de Bolquera
El Bosc Comunal de Bolquera (oficialment en francès Forêt communale de Bolquère) és un bosc del terme comunal de Bolquera, a la comarca de l'Alta Cerdanya, de la Catalunya del Nord.
El bosc, de 10,21 km², està situat al llarg de la riba dreta de la Tet, tot al llarg del límit comunal nord-est, limítrof amb el terme de la Llaguna. Està dividida en dos sectors; el més gran ressegueix tot el límit del terme des del nord del poble de Bolquera fins a l'extrem nord del terme, prop del Llac de la Bollosa. Un segon sector, separat de l'anterior, és a l'extrem sud-est del terme, a prop del trifini amb la Cabanassa i la Llaguna.
El bosc està sotmès a una explotació gestionada per la comuna de Bolquera, atès que es bosc és propietat comunal. Té el codi F16288L dins de l'ONF (Office national des forêts).